# دانييل جوتاك
دانييل جوتاك (بالبولندية: Daniel Żółtak) مواليد 28 فبراير 1984 في أولشتين، بولندا، هو لاعب كرة يد بولندي. حقق المركز الثالث في بطولة العالم لكرة اليد للرجال 2009.

## الميداليات
| الميدالية | المسابقة                           |
| --------- | ---------------------------------- |
| برونزية   | بطولة العالم لكرة اليد للرجال 2009 |

## روابط خارجية
- دانييل جوتاك على موقع الاتحاد الأوروبي لكرة اليد (الإنجليزية)